# Sittlichkeit
Sittlichkeit és el concepte de «vida ètica» o «ordre ètic» proposat pel filòsof Georg Wilhelm Friedrich Hegel a la seva obra de 1807 Fenomenologia de l'esperit i a l'obra del 1821 Elements de la filosofia del dret.

## Les tres esferes del dret
A Elements de la filosofia del dret Hegel hi presenta l'esfera del dret abstracte (Recht), la primera de les tres esferes del dret que estableix. Està marcat pel concepte de personalitat i les accions dels individus. Aquesta esfera constitueix el que Isaiah Berlin anomenaria llibertat negativa, és a dir, llibertat establerta a través de la negació d'un impuls extern.
La segona esfera constitueix la moralitat kantiana i, per tant, es diu l'esfera de la moralitat (Moralität). Aquesta esfera constitueix el que Isaiah Berlin anomenaria llibertat positiva, ço és, l'autonomia moral. Tanmateix, Hegel critica el desplegament de la moralitat kantiana a la societat per ser insuficient. Explica aquesta deficiència a través de la crítica filosòfica de patologies com la solitud, la depressió i l'agonia.
La tercera esfera és l'esfera de vida ètica (Sittlichkeit), que està emmarcada per la societat familiar, civil i l'Estat.
Per comprendre correctament el moviment des de les dues primeres esferes a l'última, cal entendre que la normativitat de la Sittlichkeit transcendeix a l'individu, mentre que la Moralität pot ser racional i reflexiva, i també és individualista. La tercera esfera és un intent de descriure una concepció limitada de la persona mitjançant una apel·lació al context institucional més ample de la comunitat i un intent d'unir els sentiments subjectius individuals i el concepte de drets generals.
El terme Sittlichkeit ja havia estat emprat per Hegel anteriorment a la seva Fenomenologia de l'esperit per referir-se al "comportament ètic basat en el costum i en la tradició i desenvolupat mitjançant l'hàbit i la imitació d'acord amb les lleis objectives de la comunitat".